# مسیج (گوگل)
گوگل مسیج (به انگلیسی: Messages) (که قبلاً با نام Android Messages شناخته می‌شد) یک برنامه پیام کوتاه، RCS و پیام‌رسانی فوری است که توسط گوگل برای سیستم‌عامل اندروید توسعه یافته‌است. یک رابط وب نیز دارد. این برنامه که در سال ۲۰۱۴ راه اندازی شد، از پیام رسانی RCS از سال ۲۰۱۸ به عنوان «ویژگی‌های چت» به بازار عرضه شد.

## امکانات
این برنامه از سرویس‌های ارتباطی دارا (RCS) با استفاده از سرورهای Google Jibe Platform، که از نمایه جهانی RCS استفاده می‌کنند، که به‌عنوان «ویژگی‌های چت» برای مشتریان عرضه می‌شود، پشتیبانی می‌کند. همچنین با برنامه تماس ویدیویی Google Duo ادغام می‌شود. پیام‌ها همچنین از طریق وب در دسترس هستند، که اجازه می‌دهد پیام‌ها از طریق اینترنت، با استفاده از تلفن یا رایانه متصل به آن، ارسال و دریافت شوند. از پیام‌های SMS، MMS و RCS پشتیبانی می‌کند. یک رابط وب و یک رابط Wear OS نیز موجود است.